# A Manchester United FC átigazolásainak listája (1992–napjainkig)
Az alábbi szócikk a Manchester United FC átigazolásait sorolja fel, a Premier League 1992-es megalakulásától kezdve, napjainkig. Ebben az időszakban az új bajnokság pénzügyi erőssége és a megkötött televíziós megegyezések miatt az átigazolási összegek megemelkedtek, ekkor lettek egyre gyakoribbak a több millió eurós összegek. A 2010-es és 2020-as évekre a csapatok együttesen gyakran már egy milliárd euró felett költöttek, a korábban elképzelhetetlennek vélt átigazolási összegek mindennapivá váltak.
Ebben az időszakban a csapat legdrágább igazolásai Paul Pogba (89 millió font, 2016) és Antony voltak (82 millió, 2022).

## 1992–1993-as szezon
Érkezők
| Játékos      | Életkor | Pozíció     | Honnan           | Összeg     |
| ------------ | ------- | ----------- | ---------------- | ---------- |
| Éric Cantona | 26      | támadó      | Leeds United     | €1 800 000 |
| Dion Dublin  | 23      | támadó      | Cambridge United | €1 500 000 |
| Pat McGibbon | 18      | hátvéd      | Portadown        | €225 000   |
| Les Sealey   | 35      | kapus       | Aston Villa      | €0         |
| Fraser Digby | 25      | kapus       | Swindon Town     | Kölcsönben |
| Andy Arnott  | 18      | középpályás | Gillingham       | Kölcsönben |
|              |         |             |                  | €3 530 000 |

Távozók
| Játékos       | Életkor | Pozíció     | Hova              | Összeg     |
| ------------- | ------- | ----------- | ----------------- | ---------- |
| Mark Robins   | 22      | támadó      | Norwich City      | €1 000 000 |
| Neil Webb     | 29      | középpályás | Nottingham Forest | €925 000   |
| Mal Donaghy   | 34      | hátvéd      | Chelsea           | €200 000   |
| Derek Brazil  | 23      | hátvéd      | Cardiff City      | €94 000    |
| Jason Lydiate | 20      | hátvéd      | Bolton Wanderers  | €0         |
| Kieran Toal   | 21      | középpályás | Motherwell        | Ismeretlen |
| Danny Wallace | 29      | középpályás | Millwall          | Kölcsönben |
|               |         |             |                   | €2 220 000 |

## 1993–1994-es szezon
Érkezők
| Játékos   | Életkor | Pozíció     | Honnan            | Összeg     |
| --------- | ------- | ----------- | ----------------- | ---------- |
| Roy Keane | 21      | középpályás | Nottingham Forest | €8 500 000 |
|           |         |             |                   | €8 500 000 |

Távozók
| Játékos            | Életkor | Pozíció     | Hova                    | Összeg     |
| ------------------ | ------- | ----------- | ----------------------- | ---------- |
| Darren Ferguson    | 21      | középpályás | Wolverhampton Wanderers | €375 000   |
| Danny Wallace      | 29      | támadó      | Birmingham City         | €300 000   |
| Brian Carey        | 25      | hátvéd      | Leicester City          | €293 000   |
| Lee Martin         | 25      | hátvéd      | Celtic                  | Ismeretlen |
| Russell Beardsmore | 24      | középpályás | Bournemouth             | Ismeretlen |
| Gary Walsh         | 25      | kapus       | Oldham Athletic         | Kölcsönben |
| Neil Whitworth     | 20      | hátvéd      | Rotherham               | Kölcsönben |
| Neil Whitworth     | 21      | hátvéd      | Blackpool               | Kölcsönben |
| Simon Davies       | 19      | középpályás | Exeter City             | Kölcsönben |
| Keith Gillespie    | 18      | középpályás | Wigan Athletic          | Kölcsönben |
|                    |         |             |                         | €968 000   |

## 1994–1995-ös szezon
Érkezők
| Játékos          | Életkor | Pozíció | Honnan           | Összeg      |
| ---------------- | ------- | ------- | ---------------- | ----------- |
| Andrew Cole      | 23      | támadó  | Newcastle United | €9 600 000  |
| David May        | 24      | hátvéd  | Blackburn Rovers | €2 100 000  |
| Graeme Tomlinson | 18      | támadó  | Bradford City    | €120 000    |
|                  |         |         |                  | €11 820 000 |

Távozók
| Játékos           | Életkor | Pozíció     | Hova                 | Összeg     |
| ----------------- | ------- | ----------- | -------------------- | ---------- |
| Dion Dublin       | 25      | támadó      | Coventry City        | €3 000 000 |
| Keith Gillespie   | 19      | középpályás | Newcastle United     | €1 500 000 |
| Gary Walsh        | 26      | kapus       | Middlesbrough        | €700 000   |
| Neil Whitworth    | 22      | hátvéd      | Kilmarnock           | €317 000   |
| Les Sealey        | 36      | kapus       | Blackpool            | €0         |
| Colin McKee       | 21      | támadó      | Kilmarnock           | €0         |
| Mike Phelan       | 31      | középpályás | West Bromwich Albion | €0         |
| Robbie Savage     | 19      | középpályás | Crewe Alexandra      | €0         |
| Clayton Blackmore | 29      | hátvéd      | Middlesbrough        | Ismeretlen |
| Craig Lawton      | 22      | középpályás | Port Vale            | Ismeretlen |
| Bryan Robson      | 37      | középpályás | Middlesbrough        | Ismeretlen |
| Giuliano Maiorana | 25      | középpályás | Ljungskile           | Ismeretlen |
| David Beckham     | 19      | középpályás | Preston North End    | Kölcsönben |
|                   |         |             |                      | €5 520 000 |

## 1995–1996-os szezon
Érkezők
| Játékos         | Életkor | Pozíció | Honnan                | Összeg     |
| --------------- | ------- | ------- | --------------------- | ---------- |
| Tony Coton      | 34      | kapus   | Manchester City       | €575 000   |
| William Prunier | 28      | hátvéd  | Girondins de Bordeaux | Kölcsönben |
|                 |         |         |                       | €575 000   |

Távozók
| Játékos              | Életkor | Pozíció     | Hova              | Összeg      |
| -------------------- | ------- | ----------- | ----------------- | ----------- |
| Paul Ince            | 27      | középpályás | Internazionale    | €10 500 000 |
| Andrej Kancselszkisz | 26      | középpályás | Everton           | €7 500 000  |
| Mark Hughes          | 31      | támadó      | Chelsea           | €1 900 000  |
| Richard Irving       | 19      | támadó      | Nottingham Forest | €93 000     |
| David Johnson        | 18      | támadó      | Bury              | €0          |
| Kevin Pilkington     | 21      | kapus       | Rochdale          | Kölcsönben  |
| Graeme Tomlinson     | 20      | támadó      | Luton Town        | Kölcsönben  |
| Chris Casper         | 20      | hátvéd      | Bournemouth       | Kölcsönben  |
| Ben Thornley         | 20      | támadó      | Huddersfield Town | Kölcsönben  |
| Ben Thornley         | 20      | támadó      | Stockport County  | Kölcsönben  |
| Terry Cooke          | 19      | középpályás | Sunderland        | Kölcsönben  |
|                      |         |             |                   | €19 990 000 |

## 1996–1997-es szezon
Érkezők
| Játékos              | Életkor | Pozíció     | Honnan       | Összeg      |
| -------------------- | ------- | ----------- | ------------ | ----------- |
| Karel Poborský       | 24      | támadó      | Slavia Praha | €4 000 000  |
| Ole Gunnar Solskjær  | 23      | támadó      | Molde        | €2 500 000  |
| Jordi Cruyff         | 22      | középpályás | Barcelona    | €2 500 000  |
| Ronny Johnsen        | 27      | hátvéd      | Beşiktaş     | €2 230 000  |
| Raimond van der Gouw | 33      | kapus       | Vitesse      | €0          |
|                      |         |             |              | €11 230 000 |

Távozók
| Játékos          | Életkor | Pozíció     | Hova              | Összeg       |
| ---------------- | ------- | ----------- | ----------------- | ------------ |
| Lee Sharpe       | 25      | középpályás | Leeds United      | €6 750 000   |
| Tony Coton       | 35      | kapus       | Sunderland        | €675 000     |
| Pat McGibbon     | 23      | hátvéd      | Wigan Athletic    | €563 000     |
| Paul Parker      | 32      | hátvéd      | Derby County      | €0           |
| Jovan Kirovski   | 20      | támadó      | Borussia Dortmund | €0           |
| Jody Banim       | 18      | támadó      | Trafford          | €0           |
| Steve Bruce      | 35      | hátvéd      | Birmingham City   | Ismeretlen   |
| Kevin Pilkington | 22      | kapus       | Rotherham United  | Kölcsönben   |
| Pat McGibbon     | 22      | hátvéd      | Swansea City      | Kölcsönben   |
| Simon Davies     | 22      | középpályás | Huddersfield Town | Kölcsönben   |
| Michael Appleton | 21      | középpályás | Grimsby Town      | Kölcsönben   |
| John O’Kane      | 21      | hátvéd      | Bury              | Kölcsönben   |
| Terry Cooke      | 20      | középpályás | Birmingham City   | Kölcsönben   |
| Éric Cantona     | 30      | támadó      | Visszavonult      | Visszavonult |
|                  |         |             |                   | €7 990 000   |

## 1997–1998-as szezon
Érkezők
| Játékos           | Életkor | Pozíció     | Honnan            | Összeg      |
| ----------------- | ------- | ----------- | ----------------- | ----------- |
| Henning Berg      | 27      | hátvéd      | Blackburn Rovers  | €7 500 000  |
| Teddy Sheringham  | 31      | támadó      | Tottenham Hotspur | €5 300 000  |
| Jonathan Greening | 19      | középpályás | York City         | €7 500 000  |
| Erik Nevland      | 19      | támadó      | Viking            | Ismeretlen  |
|                   |         |             |                   | €13 550 000 |

Távozók
| Játékos          | Életkor | Pozíció     | Hova               | Összeg     |
| ---------------- | ------- | ----------- | ------------------ | ---------- |
| Karel Poborský   | 25      | támadó      | Benfica            | €2 800 000 |
| Michael Appleton | 21      | középpályás | Preston North End  | €760 000   |
| John O’Kane      | 23      | hátvéd      | Everton            | €400 000   |
| Simon Davies     | 23      | középpályás | Luton Town         | €300 000   |
| Colin Murdock    | 21      | hátvéd      | Preston North End  | €150 000   |
| Jon Macken       | 19      | támadó      | Preston North End  | €10 000    |
| Grant Brebner    | 20      | középpályás | Hibernian          | Kölcsönben |
| Kevin Pilkington | 24      | kapus       | Celtic             | Kölcsönben |
| Graeme Tomlinson | 21      | támadó      | Bournemouth        | Kölcsönben |
| Graeme Tomlinson | 22      | támadó      | Millwall           | Kölcsönben |
| John O’Kane      | 22      | hátvéd      | Bradford           | Kölcsönben |
| Chris Casper     | 22      | hátvéd      | Swindon Town       | Kölcsönben |
| Ronnie Wallwork  | 20      | középpályás | Carlisle United    | Kölcsönben |
| Ronnie Wallwork  | 20      | középpályás | Stockport County   | Kölcsönben |
| Grant Brebner    | 20      | középpályás | Cambridge United   | Kölcsönben |
| Robert Trees     | 19      | középpályás | Stalybridge Celtic | Kölcsönben |
| Mark Wilson      | 18      | középpályás | Wrexham            | Kölcsönben |
|                  |         |             |                    | €4 420 000 |

## 1998–1999-es szezon
Érkezők
| Játékos          | Életkor | Pozíció     | Honnan         | Összeg      |
| ---------------- | ------- | ----------- | -------------- | ----------- |
| Dwight Yorke     | 26      | támadó      | Aston Villa    | €19 250 000 |
| Jaap Stam        | 25      | hátvéd      | PSV Eindhoven  | €17 000 000 |
| Jesper Blomqvist | 24      | középpályás | Parma          | €7 000 000  |
| Bojan Đorđić     | 17      | támadó      | Brommapojkarna | €1 500 000  |
|                  |         |             |                | €44 750 000 |

Távozók
| Játékos            | Életkor | Pozíció     | Hova              | Összeg     |
| ------------------ | ------- | ----------- | ----------------- | ---------- |
| Gary Pallister     | 33      | hátvéd      | Middlesbrough     | €2 800 000 |
| Grant Brebner      | 20      | középpályás | Reading           | €450 000   |
| Chris Casper       | 23      | hátvéd      | Reading           | €300 000   |
| Ben Thornley       | 23      | támadó      | Huddersfield Town | €200 000   |
| Kevin Pilkington   | 24      | kapus       | Port Vale         | €0         |
| Robert Trees       | 20      | középpályás | Bristol Rovers    | €0         |
| Stuart Brightwell  | 19      | középpályás | Hartlepool United | €0         |
| Brian McClair      | 34      | támadó      | Motherwell        | Ismeretlen |
| Graeme Tomlinson   | 22      | támadó      | Macclesfield Town | Ismeretlen |
| Terry Cooke        | 22      | középpályás | Manchester City   | Ismeretlen |
| Erik Nevland       | 21      | támadó      | Göteborg          | Kölcsönben |
| Danny Higginbotham | 19      | hátvéd      | Royal Antwerp     | Kölcsönben |
| Jordi Cruyff       | 24      | középpályás | Celta Vigo        | Kölcsönben |
| Chris Casper       | 23      | hátvéd      | Reading           | Kölcsönben |
| Terry Cooke        | 22      | középpályás | Wrexham           | Kölcsönben |
| Terry Cooke        | 22      | középpályás | Manchester City   | Kölcsönben |
| Ronnie Wallwork    | 21      | középpályás | Royal Antwerp     | Kölcsönben |
| Michael Twiss      | 20      | középpályás | Sheffield United  | Kölcsönben |
| Alex Notman        | 18      | támadó      | Aberdeen          | Kölcsönben |
|                    |         |             |                   | €3 750 000 |

## 1999–2000-es szezon
Érkezők
| Játékos          | Életkor | Pozíció     | Honnan          | Összeg     |
| ---------------- | ------- | ----------- | --------------- | ---------- |
| Mikaël Silvestre | 22      | hátvéd      | Internazionale  | €5 700 000 |
| Quinton Fortune  | 22      | középpályás | Atlético Madrid | €2 250 000 |
| Massimo Taibi    | 29      | kapus       | Venezia         | €0         |
| Mark Bosnich     | 27      | kapus       | Aston Villa     | €0         |
| Kalam Mooniaruck | 15      | támadó      | Norwich City    | Ismeretlen |
|                  |         |             |                 | €7 950 000 |

Távozók
| Játékos          | Életkor | Pozíció     | Hova              | Összeg     |
| ---------------- | ------- | ----------- | ----------------- | ---------- |
| Erik Nevland     | 22      | támadó      | Viking            | €350 000   |
| Peter Schmeichel | 35      | középpályás | Sporting          | €0         |
| John Curtis      | 21      | hátvéd      | Barnsley          | Kölcsönben |
| David Healy      | 20      | támadó      | Port Vale         | Kölcsönben |
| Kirk Hilton      | 18      | hátvéd      | Royal Antwerp     | Kölcsönben |
| David May        | 29      | hátvéd      | Huddersfield Town | Kölcsönben |
| Mike Clegg       | 22      | hátvéd      | Ipswich Town      | Kölcsönben |
| Mike Clegg       | 22      | hátvéd      | Wigan Athletic    | Kölcsönben |
| Nick Culkin      | 21      | kapus       | Hull City         | Kölcsönben |
| Alex Notman      | 20      | támadó      | Sheffield United  | Kölcsönben |
|                  |         |             |                   | €350 000   |

## 2000–2001-es szezon
Érkezők
| Játékos        | Életkor | Pozíció | Honnan     | Összeg      |
| -------------- | ------- | ------- | ---------- | ----------- |
| Fabien Barthez | 29      | kapus   | Monaco     | €11 700 000 |
| Andy Goram     | 36      | kapus   | Motherwell | Kölcsönben  |
|                |         |         |            | €11 700 000 |

Távozók
| Játékos            | Életkor | Pozíció     | Hova              | Összeg     |
| ------------------ | ------- | ----------- | ----------------- | ---------- |
| Danny Higginbotham | 21      | hátvéd      | Derby County      | €3 000 000 |
| Henning Berg       | 30      | hátvéd      | Blackburn Rovers  | €2 630 000 |
| John Curtis        | 21      | hátvéd      | Blackburn Rovers  | €2 250 000 |
| David Healy        | 21      | támadó      | Preston North End | €2 000 000 |
| Massimo Taibi      | 30      | kapus       | Reggio Calabria   | €0         |
| Jimmy Davis        | 18      | támadó      | Royal Antwerp     | €0         |
| Mark Bosnich       | 29      | kapus       | Chelsea           | €0         |
| Jordi Cruyff       | 26      | támadó      | Deportivo Alavés  | €0         |
| Michael Twiss      | 22      | középpályás | Port Vale         | Ismeretlen |
| David Healy        | 21      | támadó      | Preston North End | Kölcsönben |
| Lee Roche          | 19      | hátvéd      | Wrexham           | Kölcsönben |
| Michael Stewart    | 19      | középpályás | Royal Antwerp     | Kölcsönben |
| Nick Culkin        | 21      | kapus       | Bristol Rovers    | Kölcsönben |
|                    |         |             |                   | €9 880 000 |

## 2001–2002-es szezon
Érkezők
| Játékos              | Életkor | Pozíció     | Honnan              | Összeg      |
| -------------------- | ------- | ----------- | ------------------- | ----------- |
| Juan Sebastián Verón | 26      | középpályás | Lazio               | €42 600 000 |
| Ruud van Nistelrooy  | 25      | támadó      | PSV Eindhoven       | €28 500 000 |
| Diego Forlán         | 22      | támadó      | Independiente       | €11 000 000 |
| Roy Carroll          | 23      | kapus       | Wigan Athletic      | €3 000 000  |
| Luke Steele          | 16      | támadó      | Peterborough United | €750 000    |
| Jimmy Davis          | 19      | támadó      | Royal Antwerp       | €0          |
| Laurent Blanc        | 35      | támadó      | Internazionale      | €0          |
| Kieran Richardson    | 16      | hátvéd      | West Ham United U18 | €0          |
|                      |         |             |                     | €85 850 000 |

Távozók
| Játékos           | Életkor | Pozíció     | Hova                | Összeg      |
| ----------------- | ------- | ----------- | ------------------- | ----------- |
| Jaap Stam         | 29      | hátvéd      | Lazio               | €25 750 000 |
| Andrew Cole       | 30      | támadó      | Blackburn Rovers    | €12 200 000 |
| Jonathan Greening | 22      | középpályás | Middlesbrough       | €3 000 000  |
| Mark Wilson       | 22      | középpályás | Middlesbrough       | €2 300 000  |
| Alex Notman       | 21      | támadó      | Norwich City        | €350 000    |
| Teddy Sheringham  | 35      | támadó      | Tottenham Hotspur   | €0          |
| Jesper Blomqvist  | 27      | középpályás | Everton             | €0          |
| Mike Clegg        | 24      | hátvéd      | Oldham Athletic     | €0          |
| Mark Lynch        | 20      | hátvéd      | St. Johnstone       | Kölcsönben  |
| Danny Webber      | 19      | támadó      | Port Vale           | Kölcsönben  |
| Danny Webber      | 20      | támadó      | Watford             | Kölcsönben  |
| Alan Tate         | 19      | hátvéd      | Royal Antwerp       | Kölcsönben  |
| Nick Culkin       | 23      | kapus       | Livingston          | Kölcsönben  |
| Bojan Đorđić      | 19      | támadó      | Sheffield Wednesday | Kölcsönben  |
| Neil Wood         | 18      | középpályás | Royal Antwerp       | Kölcsönben  |
|                   |         |             |                     | €43 600 000 |

## 2002–2003-as szezon
Érkezők
| Játékos          | Életkor | Pozíció     | Honnan          | Összeg      |
| ---------------- | ------- | ----------- | --------------- | ----------- |
| Rio Ferdinand    | 23      | hátvéd      | Leeds United    | €46 000 000 |
| Ricardo          | 30      | kapus       | Real Valladolid | €2 230 000  |
| Huszeín Jászer   | 19      | középpályás | er-Raján        | €250 000    |
| Souleymane Mamam | 17      | középpályás | Merlan          | €55 000     |
|                  |         |             |                 | €48 530 000 |

Távozók
| Játékos              | Életkor | Pozíció     | Hova                    | Összeg     |
| -------------------- | ------- | ----------- | ----------------------- | ---------- |
| Dwight Yorke         | 30      | támadó      | Blackburn Rovers        | €3 500 000 |
| Raimond van der Gouw | 39      | kapus       | West Ham United         | €0         |
| Denis Irwin          | 36      | támadó      | Wolverhampton Wanderers | €0         |
| Ronny Johnsen        | 33      | hátvéd      | Aston Villa             | €0         |
| Ronnie Wallwork      | 24      | középpályás | West Bromwich Albion    | €0         |
| Ben Muirhead         | 20      | támadó      | Bradford City           | €0         |
| Andrew Taylor        | 19      | középpályás | Northwich Victoria      | Ismeretlen |
| Luke Chadwick        | 22      | középpályás | Reading                 | Kölcsönben |
| Kirk Hilton          | 21      | hátvéd      | Livingston              | Kölcsönben |
| Danny Webber         | 20      | támadó      | Watford                 | Kölcsönben |
| Alan Tate            | 20      | hátvéd      | Swansea City            | Kölcsönben |
| Jimmy Davis          | 20      | támadó      | Swindon Town            | Kölcsönben |
| Paul Tierney         | 20      | hátvéd      | Crewe Alexandra         | Kölcsönben |
| Huszeín Jászer       | 19      | középpályás | Royal Antwerp           | Kölcsönben |
| Ben Muirhead         | 19      | támadó      | Doncaster Rovers        | Kölcsönben |
|                      |         |             |                         | €3 500 000 |

## 2003–2004-es szezon
Érkezők
| Játékos            | Életkor | Pozíció     | Honnan               | Összeg      |
| ------------------ | ------- | ----------- | -------------------- | ----------- |
| Cristiano Ronaldo  | 18      | támadó      | Sporting             | €19 000 000 |
| Louis Saha         | 25      | támadó      | Fulham               | €17 500 000 |
| Kléberson          | 24      | középpályás | Athletico Paranaense | €8 600 000  |
| Eric Djemba-Djemba | 22      | középpályás | Nantes               | €4 500 000  |
| Tim Howard         | 24      | kapus       | New York Red Bulls   | €3 200 000  |
| David Bellion      | 20      | támadó      | Sunderland           | €3 000 000  |
| Tung Fang-cso      | 22      | középpályás | Talien Sitö          | €725 000    |
|                    |         |             |                      | €56 530 000 |

Távozók
| Játékos              | Életkor | Pozíció     | Hova                | Összeg      |
| -------------------- | ------- | ----------- | ------------------- | ----------- |
| David Beckham        | 28      | középpályás | Real Madrid         | €37 500 000 |
| Juan Sebastián Verón | 28      | középpályás | Chelsea             | €21 800 000 |
| Kirk Hilton          | 22      | hátvéd      | Blackpool           | €0          |
| Lee Roche            | 22      | hátvéd      | Burnley             | €0          |
| Alan Tate            | 21      | hátvéd      | Swansea City        | €0          |
| Danny Webber         | 21      | támadó      | Watford             | €0          |
| David May            | 33      | hátvéd      | Burnley             | €0          |
| Matthew Williams     | 21      | támadó      | Notts County        | €0          |
| Jimmy Davis          | 21      | támadó      | Watford             | Ismeretlen  |
| Kalam Mooniaruck     | 19      | támadó      | Braintree Town      | Ismeretlen  |
| Tung Fang-cso        | 19      | támadó      | Royal Anwerp        | Kölcsönben  |
| Fabien Barthez       | 32      | kapus       | Olympique Marseille | Kölcsönben  |
| Ricardo              | 31      | kapus       | Racing              | Kölcsönben  |
| Michael Stewart      | 22      | középpályás | Nottingham Forest   | Kölcsönben  |
| Luke Chadwick        | 22      | középpályás | Burnley             | Kölcsönben  |
| Paul Tierney         | 21      | hátvéd      | Colchester United   | Kölcsönben  |
| Alan Tate            | 21      | középpályás | Swansea City        | Kölcsönben  |
| Bojan Đorđić         | 21      | támadó      | Crvena zvezda       | Kölcsönben  |
| Colin Heath          | 19      | támadó      | Royal Antwerp       | Kölcsönben  |
| Eddie Johnson        | 18      | támadó      | Royal Antwerp       | Kölcsönben  |
| Daniel Nardiello     | 21      | támadó      | Swansea City        | Kölcsönben  |
| Neil Wood            | 20      | középpályás | Peterborough United | Kölcsönben  |
| Mads Timm            | 19      | támadó      | Viking              | Kölcsönben  |
| Phil Bardsley        | 18      | hátvéd      | Royal Antwerp       | Kölcsönben  |
| Danny Byrne          | 18      | hátvéd      | Hartlepool United   | Kölcsönben  |
| Souleymane Mamam     | 18      | középpályás | Royal Antwerp       | Kölcsönben  |
| Laurent Blanc        | 37      | hátvéd      | Visszavonult        |             |
| Danny Byrne          | 19      | hátvéd      | Nincs Klubja        |             |
|                      |         |             |                     | €59 300 000 |

## 2004–2005-ös szezon
Érkezők
| Játékos        | Életkor | Pozíció     | Honnan              | Összeg      |
| -------------- | ------- | ----------- | ------------------- | ----------- |
| Wayne Rooney   | 18      | támadó      | Everton             | €37 000 000 |
| Gabriel Heinze | 26      | hátvéd      | Paris Saint-Germain | €10 000 000 |
| Alan Smith     | 24      | középpályás | Leeds United        | €9 000 000  |
| Gerard Piqué   | 17      | hátvéd      | Barcelona U19       | €5 250 000  |
| Liam Miller    | 23      | középpályás | Celtic              | €0          |
|                |         |             |                     | €61 250 000 |

Távozók
| Játékos            | Életkor | Pozíció     | Hova                 | Összeg     |
| ------------------ | ------- | ----------- | -------------------- | ---------- |
| Nicky Butt         | 29      | hátvéd      | Newcastle United     | €3 750 000 |
| Diego Forlán       | 25      | támadó      | Villarreal           | €3 200 000 |
| Eric Djemba-Djemba | 23      | középpályás | Aston Villa          | €2 540 000 |
| Mark Lynch         | 22      | hátvéd      | Sunderland           | €75 000    |
| Bojan Đorđić       | 22      | támadó      | Rangers              | €0         |
| Huszeín Jászer     | 21      | középpályás | AÉ Lemeszú           | €0         |
| Fabien Barthez     | 33      | kapus       | Olympique Marseille  | €0         |
| Luke Chadwick      | 23      | középpályás | West Ham United      | €0         |
| Danny Pugh         | 21      | hátvéd      | Leeds United         | €0         |
| Neil Wood          | 21      | középpályás | Coventry City        | €0         |
| Nick Culkin        | 24      | kapus       | Queens Park Rangers  | Ismeretlen |
| Chris Eagles       | 19      | támadó      | Watford              | Kölcsönben |
| Kieran Richardson  | 20      | hátvéd      | West Bromwich Albion | Kölcsönben |
| Colin Heath        | 20      | támadó      | Cambridge United     | Kölcsönben |
| Michael Stewart    | 23      | középpályás | Heart of Midlothian  | Kölcsönben |
| Eddie Johnson      | 19      | támadó      | Coventry City        | Kölcsönben |
| Luke Steele        | 19      | támadó      | Coventry City        | Kölcsönben |
|                    |         |             |                      | €9 570 000 |

## 2005–2006-os szezon
Érkezők
| Játékos           | Életkor | Pozíció     | Honnan           | Összeg      |
| ----------------- | ------- | ----------- | ---------------- | ----------- |
| Nemanja Vidić     | 24      | hátvéd      | Szpartak Moszkva | €10 000 000 |
| Patrice Evra      | 24      | hátvéd      | AS Monaco        | €8 000 000  |
| Pak Csiszong      | 24      | középpályás | PSV Eindhoven    | €7 300 000  |
| Edwin van der Sar | 34      | kapus       | Fulham           | €4 000 000  |
| Ben Foster        | 22      | kapus       | Stoke City       | €2 000 000  |
|                   |         |             |                  | €31 800 000 |

Távozók
| Játékos          | Életkor | Pozíció     | Hova                | Összeg     |
| ---------------- | ------- | ----------- | ------------------- | ---------- |
| Phil Neville     | 28      | hátvéd      | Everton             | €5 300 000 |
| Kléberson        | 26      | középpályás | Beşiktaş            | €2 600 000 |
| Roy Keane        | 34      | középpályás | Celtic              | €0         |
| Roy Carroll      | 27      | kapus       | West Ham United     | €0         |
| Ricardo          | 33      | kapus       | Osasuna             | €0         |
| Michael Stewart  | 24      | középpályás | Hibernian           | €0         |
| Paul Tierney     | 22      | hátvéd      | Livingston          | €0         |
| Colin Heath      | 22      | támadó      | Chesterfield        | €0         |
| Steven Hogg      | 19      | középpályás | Shrewsbury Town     | €0         |
| David Poole      | 20      | támadó      | Yeovil Town         | €0         |
| David Bellion    | 22      | támadó      | West Ham United     | Kölcsönben |
| David Bellion    | 23      | támadó      | Nice                | Kölcsönben |
| Ben Foster       | 22      | kapus       | Watford             | Kölcsönben |
| Liam Miller      | 24      | középpályás | Leeds United        | Kölcsönben |
| Jonathan Spector | 19      | hátvéd      | Charlton Athletic   | Kölcsönben |
| Lee Martin       | 18      | középpályás | Royal Antwerp       | Kölcsönben |
| Chris Eagles     | 19      | támadó      | Sheffield Wednesday | Kölcsönben |
| Chris Eagles     | 20      | támadó      | Watford             | Kölcsönben |
| David Jones      | 20      | középpályás | Preston North End   | Kölcsönben |
| David Jones      | 21      | középpályás | N.E.C.              | Kölcsönben |
| Eddie Johnson    | 20      | támadó      | Crewe Alexandra     | Kölcsönben |
| Paul Tierney     | 22      | hátvéd      | Bradford City       | Kölcsönben |
| Phil Bardsley    | 20      | hátvéd      | Burnley             | Kölcsönben |
| Colin Heath      | 21      | támadó      | Swindon Town        | Kölcsönben |
| Ritchie Jones    | 19      | középpályás | Royal Antwerp       | Kölcsönben |
| Phil Picken      | 19      | hátvéd      | Chesterfield        | Kölcsönben |
| Tom Heaton       | 19      | kapus       | Swindon Town        | Kölcsönben |
| Tom Heaton       | 19      | kapus       | Royal Antwerp       | Kölcsönben |
|                  |         |             |                     | €7 900 000 |

## 2006–2007-es szezon
Érkezők
| Játékos         | Életkor | Pozíció     | Honnan               | Összeg      |
| --------------- | ------- | ----------- | -------------------- | ----------- |
| Michael Carrick | 25      | középpályás | Tottenham Hotspur    | €27 200 000 |
| Tomasz Kuszczak | 24      | kapus       | West Bromwich Albion | Kölcsönben  |
| Henrik Larsson  | 35      | támadó      | Helsingborgs         | Kölcsönben  |
|                 |         |             |                      | €27 200 000 |

Távozók
| Játékos             | Életkor | Pozíció     | Hova                 | Összeg      |
| ------------------- | ------- | ----------- | -------------------- | ----------- |
| Ruud van Nistelrooy | 30      | támadó      | Real Madrid          | €15 000 000 |
| David Jones         | 21      | középpályás | Derby County         | €1 500 000  |
| Jonathan Spector    | 20      | hátvéd      | West Ham United      | €750 000    |
| David Bellion       | 23      | támadó      | Nice                 | €500 000    |
| Luke Steele         | 21      | támadó      | West Bromwich Albion | €250 000    |
| Quinton Fortune     | 29      | középpályás | Bolton Wanderers     | €0          |
| Liam Miller         | 25      | középpályás | Sunderland           | €0          |
| Eddie Johnson       | 21      | támadó      | Bradford City        | €0          |
| Phil Picken         | 20      | hátvéd      | Chesterfield         | €0          |
| Tim Howard          | 27      | kapus       | Everton              | Kölcsönben  |
| Giuseppe Rossi      | 19      | támadó      | Newcastle United     | Kölcsönben  |
| Giuseppe Rossi      | 19      | támadó      | Parma                | Kölcsönben  |
| Gerard Piqué        | 19      | hátvéd      | Real Zaragoza        | Kölcsönben  |
| Luke Steele         | 21      | támadó      | Coventry City        | Kölcsönben  |
| Lee Martin          | 19      | középpályás | Rangers              | Kölcsönben  |
| Stoke City          | 19      | középpályás |                      | Kölcsönben  |
| Chris Eagles        | 20      | támadó      | N.E.C.               | Kölcsönben  |
| Phil Bardsley       | 21      | hátvéd      | Rangers              | Kölcsönben  |
| Phil Bardsley       | 21      | hátvéd      | Aston Villa          | Kölcsönben  |
| Ritchie Jones       | 19      | középpályás | Colchester United    | Kölcsönben  |
| Ritchie Jones       | 20      | középpályás | Barnsley             | Kölcsönben  |
| Jonny Evans         | 18      | hátvéd      | Sunderland           | Kölcsönben  |
| Jonny Evans         | 18      | hátvéd      | Royal Antwerp        | Kölcsönben  |
| David Gray          | 18      | hátvéd      | Royal Antwerp        | Kölcsönben  |
| Fraizer Campbell    | 18      | támadó      | Royal Antwerp        | Kölcsönben  |
|                     |         |             |                      | €18 000 000 |

## 2007–2008-as szezon
Érkezők
| Játékos          | Életkor | Pozíció     | Honnan               | Összeg                   |
| ---------------- | ------- | ----------- | -------------------- | ------------------------ |
| Anderson         | 19      | középpályás | Porto                | €31 500 000              |
| Nani             | 20      | támadó      | Sporting             | €25 500 000              |
| Owen Hargreaves  | 26      | középpályás | Bayern München       | €20 000 000              |
| Carlos Tévez     | 23      | támadó      | West Ham United      | €12 700 000 (kölcsönben) |
| Tomasz Kuszczak  | 25      | kapus       | West Bromwich Albion | €4 300 000               |
| Rodrigo Possebon | 18      | középpályás | Internacional        | €3 500 000               |
| Rafael           | 17      | hátvéd      | Fluminense           | €3 000 000               |
| Manucho          | 24      | támadó      | Petro Luanda         | €1 000 000               |
|                  |         |             |                      | €106 500 000             |

Távozók
| Játékos             | Életkor | Pozíció     | Hova             | Összeg                |
| ------------------- | ------- | ----------- | ---------------- | --------------------- |
| Gabriel Heinze      | 29      | hátvéd      | Real Madrid      | €12 000 000           |
| Giuseppe Rossi      | 20      | támadó      | Villarreal       | €10 000 000           |
| Alan Smith          | 26      | középpályás | Newcastle United | €9 000 000            |
| Kieran Richardson   | 22      | hátvéd      | Sunderland       | €8 200 000            |
| Tim Howard          | 28      | kapus       | Everton          | €4 200 000            |
| Phil Bardsley       | 22      | hátvéd      | Sunderland       | €3 000 000            |
| Manucho             | 24      | támadó      | Panathinaikósz   | €200 000 (kölcsönben) |
| Souleymane Mamam    | 22      | középpályás | Royal Antwerp    | €0                    |
| Phil Marsh          | 20      | támadó      | Blackpool        | €0                    |
| Phil Bardsley       | 22      | hátvéd      | Sheffield United | Kölcsönben            |
| Lee Martin          | 19      | középpályás | Plymouth Argyle  | Kölcsönben            |
| Lee Martin          | 19      | középpályás | Sheffield United | Kölcsönben            |
| Danny Simpson       | 21      | hátvéd      | Ipswich Town     | Kölcsönben            |
| Jonny Evans         | 20      | hátvéd      | Sunderland       | Kölcsönben            |
| Fraizer Campbell    | 20      | támadó      | Hull City        | Kölcsönben            |
| Ritchie Jones       | 20      | középpályás | Yeovil Town      | Kölcsönben            |
| Michael Lea         | 19      | hátvéd      | Royal Antwerp    | Kölcsönben            |
| Michael Barnes      | 19      | középpályás | Shrewsbury Town  | Kölcsönben            |
| Michael Barnes      | 19      | középpályás | Chesterfield     | Kölcsönben            |
| David Gray          | 19      | hátvéd      | Crewe Alexandra  | Kölcsönben            |
| Ole Gunnar Solskjær | 34      | támadó      | Visszavonult     | Visszavonult          |
|                     |         |             |                  | €46 600 000           |

## 2008–2009-es szezon
Érkezők
| Játékos          | Életkor | Pozíció | Honnan            | Összeg      |
| ---------------- | ------- | ------- | ----------------- | ----------- |
| Dimitar Berbatov | 27      | támadó  | Tottenham Hotspur | €38 000 000 |
| Zoran Tošić      | 21      | támadó  | Partizan          | €7 000 000  |
| Ritchie de Laet  | 20      | hátvéd  | Stoke City        | €250 000    |
|                  |         |         |                   | €45 250 000 |

Távozók
| Játékos          | Életkor | Pozíció     | Hova               | Összeg     |
| ---------------- | ------- | ----------- | ------------------ | ---------- |
| Gerard Piqué     | 21      | hátvéd      | Barcelona          | €5 000 000 |
| Chris Eagles     | 22      | támadó      | Burnley            | €1 500 000 |
| Mikaël Silvestre | 31      | hátvéd      | Arsenal            | €950 000   |
| Louis Saha       | 30      | támadó      | Everton            | €0         |
| Tung Fang-cso    | 23      | támadó      | Talien Sitö        | €0         |
| Ritchie Jones    | 21      | középpályás | Hartlepool United  | €0         |
| Michael Lea      | 20      | hátvéd      | Scunthorpe United  | €0         |
| Michael Barnes   | 20      | középpályás | Northwich Victoria | €0         |
| Manucho          | 25      | támadó      | Hull City          | Kölcsönben |
| Fraizer Campbell | 20      | támadó      | Tottenham Hotspur  | Kölcsönben |
| Lee Martin       | 21      | középpályás | Nottingham Forest  | Kölcsönben |
| Danny Simpson    | 21      | hátvéd      | Blackburn Rovers   | Kölcsönben |
| Tom Heaton       | 22      | kapus       | Cardiff City       | Kölcsönben |
| David Gray       | 20      | hátvéd      | Plymouth Argyle    | Kölcsönben |
| Sam Hewson       | 20      | középpályás | Hereford United    | Kölcsönben |
| Tom Cleverley    | 19      | középpályás | Leicester City     | Kölcsönben |
|                  |         |             |                    | €7 450 000 |

## 2009–2010-es szezon
Érkezők
| Játékos          | Életkor | Pozíció | Honnan                | Összeg      |
| ---------------- | ------- | ------- | --------------------- | ----------- |
| Antonio Valencia | 23      | támadó  | Wigan Athletic        | €18 800 000 |
| Mame Biram Diouf | 21      | támadó  | Molde                 | €4 500 000  |
| Gabriel Obertan  | 20      | támadó  | Girondins de Bordeaux | €4 000 000  |
| Michael Owen     | 29      | támadó  | Newcastle United      | €0          |
|                  |         |         |                       | €27 300 000 |

Távozók
| Játékos           | Életkor | Pozíció     | Hova                | Összeg                |
| ----------------- | ------- | ----------- | ------------------- | --------------------- |
| Cristiano Ronaldo | 24      | támadó      | Real Madrid         | €94 000 000           |
| Fraizer Campbell  | 21      | támadó      | Sunderland          | €4 100 000            |
| Manucho           | 26      | támadó      | Real Valladolid     | €2 750 000            |
| Lee Martin        | 22      | középpályás | Ipswich Town        | €2 250 000            |
| Danny Simpson     | 23      | hátvéd      | Newcastle United    | €865 000              |
| Zoran Tošić       | 22      | támadó      | 1. FC Köln          | €500 000 (kölcsönben) |
| Mame Biram Diouf  | 21      | támadó      | Molde               | Kölcsönben            |
| Danny Welbeck     | 19      | támadó      | Preston North End   | Kölcsönben            |
| Tom Heaton        | 23      | kapus       | Queens Park Rangers | Kölcsönben            |
| Tom Heaton        | 23      | kapus       | Rochdale            | Kölcsönben            |
| Tom Heaton        | 23      | kapus       | Wycombe Wanderers   | Kölcsönben            |
| Danny Simpson     | 22      | hátvéd      | Newcastle United    | Kölcsönben            |
| Rodrigo Possebon  | 20      | középpályás | Braga               | Kölcsönben            |
| David Gray        | 21      | hátvéd      | Plymouth Argyle     | Kölcsönben            |
| Tom Cleverley     | 20      | középpályás | Watford             | Kölcsönben            |
| Sam Hewson        | 21      | középpályás | Bury                | Kölcsönben            |
| Scott Moffatt     | 18      | hátvéd      | Altrincham          | Kölcsönben            |
|                   |         |             |                     | €104 470 000          |

## 2010–2011-es szezon
Érkezők
| Játékos           | Életkor | Pozíció | Honnan      | Összeg      |
| ----------------- | ------- | ------- | ----------- | ----------- |
| Bébé              | 20      | támadó  | Vitória     | €8 800 000  |
| Chris Smalling    | 20      | hátvéd  | Fulham      | €8 000 000  |
| Javier Hernández  | 22      | támadó  | Guadalajara | €7 500 000  |
| Anders Lindegaard | 26      | kapus   | Aalesunds   | €5 000 000  |
|                   |         |         |             | €29 300 000 |

Távozók
| Játékos          | Életkor | Pozíció     | Hova              | Összeg                |
| ---------------- | ------- | ----------- | ----------------- | --------------------- |
| Zoran Tošić      | 23      | támadó      | CSZKA Moszkva     | €9 500 000            |
| Ben Foster       | 27      | kapus       | Birmingham City   | €7 000 000            |
| Federico Macheda | 19      | támadó      | Sampdoria         | €465 000 (kölcsönben) |
| Tom Heaton       | 24      | kapus       | Cardiff City      | €0                    |
| Rodrigo Possebon | 21      | középpályás | Santos            | €0                    |
| David Gray       | 22      | hátvéd      | Preston North End | €0                    |
| Sam Hewson       | 21      | középpályás | Altrincham        | €0                    |
| Mame Biram Diouf | 22      | támadó      | Blackburn Rovers  | Kölcsönben            |
| Danny Welbeck    | 19      | támadó      | Sunderland        | Kölcsönben            |
| Ritchie de Laet  | 21      | hátvéd      | Sheffield United  | Kölcsönben            |
| Ritchie de Laet  | 21      | hátvéd      | Preston North End | Kölcsönben            |
| Ritchie de Laet  | 22      | hátvéd      | Portsmouth        | Kölcsönben            |
| Tom Cleverley    | 21      | középpályás | Wigan Athletic    | Kölcsönben            |
| Joe Dudgeon      | 20      | hátvéd      | Carlisle United   | Kölcsönben            |
| Reece Brown      | 18      | hátvéd      | Bradford City     | Kölcsönben            |
| Conor Devlin     | 18      | kapus       | Hartlepool United | Kölcsönben            |
| Gary Neville     | 35      | hátvéd      | Visszavonult      | Visszavonult          |
| Scott Moffatt    | 19      | hátvéd      | Nincs klubja      | Nincs klubja          |
|                  |         |             |                   | €16 970 000           |

## 2011–2012-es szezon
Érkezők
| Játékos        | Életkor | Pozíció | Honnan           | Összeg      |
| -------------- | ------- | ------- | ---------------- | ----------- |
| David de Gea   | 20      | kapus   | Atlético Madrid  | €25 000 000 |
| Phil Jones     | 19      | hátvéd  | Blackburn Rovers | €19 300 000 |
| Ashley Young   | 20      | támadó  | Aston Villa      | €18 000 000 |
| Freddie Veseli | 19      | hátvéd  | Manchester City  | €0          |
|                |         |         |                  | €62 300 000 |

Távozók
| Játékos           | Életkor | Pozíció     | Hova                | Összeg                  |
| ----------------- | ------- | ----------- | ------------------- | ----------------------- |
| John O’Shea       | 30      | hátvéd      | Sunderland          | €4 500 000              |
| Gabriel Obertan   | 22      | támadó      | Newcastle United    | €3 400 000              |
| Mame Biram Diouf  | 24      | támadó      | Hannover 96         | €1 800 000              |
| Wes Brown         | 31      | hátvéd      | Sunderland          | €1 500 000              |
| Bébé              | 20      | támadó      | Beşiktaş            | €1 000 000 (kölcsönben) |
| Darron Gibson     | 24      | középpályás | Everton             | €600 000                |
| Joe Dudgeon       | 20      | hátvéd      | Hull City           | €95 000                 |
| Owen Hargreaves   | 30      | középpályás | Manchester City     | €0                      |
| Federico Macheda  | 20      | támadó      | Queens Park Rangers | Kölcsönben              |
| Tomasz Kuszczak   | 29      | kapus       | Watford             | Kölcsönben              |
| Ritchie de Laet   | 22      | hátvéd      | Norwich City        | Kölcsönben              |
| Reece Brown       | 19      | hátvéd      | Doncaster Rovers    | Kölcsönben              |
| Reece Brown       | 20      | hátvéd      | Oldham Athletic     | Kölcsönben              |
| Sam Johnstone     | 18      | kapus       | Oldham Athletic     | Kölcsönben              |
| Sam Johnstone     | 18      | kapus       | Scunthorpe United   | Kölcsönben              |
| Edwin van der Sar | 40      | kapus       | Visszavonult        | Visszavonult            |
| Conor Devlin      | 19      | kapus       | Nincs klubja        | Nincs klubja            |
|                   |         |             |                     | €12 900 000             |

## 2012–2013-as szezon
Érkezők
| Játékos           | Életkor | Pozíció     | Honnan                    | Összeg      |
| ----------------- | ------- | ----------- | ------------------------- | ----------- |
| Robin van Persie  | 29      | támadó      | Arsenal                   | €30 700 000 |
| Kagava Sindzsi    | 23      | középpályás | Borussia Dortmund         | €16 000 000 |
| Wilfried Zaha     | 20      | támadó      | Crystal Palace            | €11 750 000 |
| Nick Powell       | 18      | középpályás | Crewe Alexandra           | €7 500 000  |
| Ángelo Henríquez  | 18      | támadó      | Club Universidad de Chile | €5 500 000  |
| Alexander Büttner | 23      | hátvéd      | Vitesse                   | €5 000 000  |
|                   |         |             |                           | €76 450 000 |

Távozók
| Játékos          | Életkor | Pozíció     | Hova                   | Összeg                |
| ---------------- | ------- | ----------- | ---------------------- | --------------------- |
| Dimitar Berbatov | 31      | támadó      | Fulham                 | €5 000 000            |
| Pak Csiszong     | 31      | középpályás | Queens Park Rangers    | €3 100 000            |
| Ritchie de Laet  | 23      | hátvéd      | Leicester City         | €1 250 000            |
| Federico Macheda | 21      | támadó      | VfB Stuttgart          | €300 000 (kölcsönben) |
| Tomasz Kuszczak  | 30      | kapus       | Brighton & Hove Albion | €0                    |
| Fábio            | 21      | hátvéd      | Queens Park Rangers    | Kölcsönben            |
| Ángelo Henríquez | 18      | támadó      | Wigan Athletic         | Kölcsönben            |
| Wilfried Zaha    | 20      | támadó      | Crystal Palace         | Kölcsönben            |
| Bébé             | 22      | támadó      | Rio Ave                | Kölcsönben            |
| Ben Amos         | 22      | kapus       | Hull City              | Kölcsönben            |
| Reece Brown      | 20      | hátvéd      | Coventry City          | Kölcsönben            |
| Reece Brown      | 21      | hátvéd      | Ipswich Town           | Kölcsönben            |
| Davide Petrucci  | 21      | középpályás | Peterborough United    | Kölcsönben            |
| Sam Johnstone    | 19      | kapus       | Walsall                | Kölcsönben            |
| Michael Owen     | 32      | támadó      | Nincs klubja           | Nincs klubja          |
|                  |         |             |                        | €9 650 000            |

## 2013–2014-es szezon
Érkezők
| Játékos           | Életkor | Pozíció     | Honnan  | Összeg      |
| ----------------- | ------- | ----------- | ------- | ----------- |
| Juan Mata         | 25      | középpályás | Chelsea | €44 730 000 |
| Marouane Fellaini | 25      | középpályás | Everton | €32 400 000 |
|                   |         |             |         | €77 130 000 |

Távozók
| Játékos          | Életkor | Pozíció     | Hova                | Összeg                  |
| ---------------- | ------- | ----------- | ------------------- | ----------------------- |
| Wilfried Zaha    | 21      | támadó      | Cardiff City        | €1 800 000 (kölcsönben) |
| Fábio            | 23      | hátvéd      | Cardiff City        | €0                      |
| Reece Brown      | 21      | hátvéd      | Watford             | €0                      |
| Freddie Veseli   | 20      | hátvéd      | Ipswich Town        | €0                      |
| Anderson         | 25      | középpályás | Fiorentina          | Kölcsönben              |
| Nick Powell      | 19      | középpályás | Wigan Athletic      | Kölcsönben              |
| Ángelo Henríquez | 18      | támadó      | Real Zaragoza       | Kölcsönben              |
| Federico Macheda | 22      | támadó      | Birmingham City     | Kölcsönben              |
| Federico Macheda | 22      | támadó      | Doncaster Rovers    | Kölcsönben              |
| Ben Amos         | 23      | kapus       | Carlisle United     | Kölcsönben              |
| Bébé             | 23      | támadó      | Paços de Ferreira   | Kölcsönben              |
| Sam Johnstone    | 20      | kapus       | Yeovil Town         | Kölcsönben              |
| Sam Johnstone    | 20      | kapus       | Doncaster Rovers    | Kölcsönben              |
| Tom Thorpe       | 21      | hátvéd      | Birmingham City     | Kölcsönben              |
| Davide Petrucci  | 21      | középpályás | Royal Antwerp       | Kölcsönben              |
| Davide Petrucci  | 22      | középpályás | Charlton Athletic   | Kölcsönben              |
| Will Keane       | 20      | támadó      | Wigan Athletic      | Kölcsönben              |
| Will Keane       | 21      | támadó      | Queens Park Rangers | Kölcsönben              |
| Marnick Vermijl  | 21      | hátvéd      | N.E.C.              | Kölcsönben              |
| Paul Scholes     | 38      | középpályás | Visszavonult        | Visszavonult            |
|                  |         |             |                     | €1 800 000              |

## 2014–2015-ös szezon
Érkezők
| Játékos                | Életkor | Pozíció     | Honnan        | Összeg                  |
| ---------------------- | ------- | ----------- | ------------- | ----------------------- |
| Ángel Di María         | 26      | támadó      | Real Madrid   | €75 000 000             |
| Luke Shaw              | 18      | hátvéd      | Southampton   | €37 500 000             |
| Ander Herrera          | 24      | középpályás | Athletic Club | €36 000 000             |
| Marcos Rojo            | 24      | hátvéd      | Sporting      | €20 000 000             |
| Daley Blind            | 24      | hátvéd      | Ajax          | €17 500 000             |
| Radamel Falcao         | 28      | támadó      | AS Monaco     | €7 600 000 (kölcsönben) |
| Vanja Milinković-Savić | 17      | kapus       | Vojvodina     | €1 750 000              |
| Víctor Valdés          | 32      | kapus       | Nincs klubja  | €0                      |
|                        |         |             |               | €195 350 000            |

Távozók
| Játékos                | Életkor | Pozíció     | Hova                 | Összeg                  |
| ---------------------- | ------- | ----------- | -------------------- | ----------------------- |
| Danny Welbeck          | 23      | támadó      | Arsenal              | €20 000 000             |
| Kagava Sindzsi         | 25      | középpályás | Borussia Dortmund    | €8 000 000              |
| Alexander Büttner      | 25      | támadó      | Gyinamo Moszkva      | €5 500 000              |
| Wilfried Zaha          | 22      | támadó      | Crystal Palace       | €3 800 000              |
| Javier Hernández       | 26      | támadó      | Real Madrid          | €3 000 000 (kölcsönben) |
| Bébé                   | 24      | támadó      | Benfica              | €3 000 000              |
| Patrice Evra           | 33      | hátvéd      | Juventus             | €1 900 000              |
| Ángelo Henríquez       | 20      | támadó      | Dinamo Zagreb        | €1 500 000 (kölcsönben) |
| Nemanja Vidić          | 32      | hátvéd      | Internazionale       | €0                      |
| Anderson               | 26      | középpályás | Internacional        | €0                      |
| Darren Fletcher        | 31      | középpályás | West Bromwich Albion | €0                      |
| Rio Ferdinand          | 35      | hátvéd      | Queens Park Rangers  | €0                      |
| Federico Macheda       | 22      | támadó      | Cardiff City         | €0                      |
| Davide Petrucci        | 22      | középpályás | CFR Cluj             | €0                      |
| Marnick Vermijl        | 23      | hátvéd      | Sheffield Wednesday  | €0                      |
| Nani                   | 27      | támadó      | Sporting             | Ismeretlen              |
| Tom Cleverley          | 25      | középpályás | Aston Villa          | Kölcsönben              |
| Wilfried Zaha          | 21      | támadó      | Crystal Palace       | Kölcsönben              |
| Nick Powell            | 20      | támadó      | Leicester City       | Kölcsönben              |
| Ben Amos               | 24      | kapus       | Bolton Wanderers     | Kölcsönben              |
| Jesse Lingard          | 22      | középpályás | Derby County         | Kölcsönben              |
| Will Keane             | 22      | támadó      | Sheffield Wednesday  | Kölcsönben              |
| Sam Johnstone          | 21      | támadó      | Preston North End    | Kölcsönben              |
| Sam Johnstone          | 21      | támadó      | Doncaster Rovers     | Kölcsönben              |
| Vanja Milinković-Savić | 17      | kapus       | Vojvodina            | Kölcsönben              |
| Ryan Giggs             | 40      | középpályás | Visszavonult         | Visszavonult            |
|                        |         |             |                      | €46 700 000             |

## 2015–2016-os szezon
Érkezők
| Játékos                | Életkor | Pozíció     | Honnan         | Összeg       |
| ---------------------- | ------- | ----------- | -------------- | ------------ |
| Anthony Martial        | 19      | támadó      | AS Monaco      | €60 000 000  |
| Morgan Schneiderlin    | 25      | középpályás | Southampton    | €35 000 000  |
| Memphis Depay          | 21      | támadó      | PSV Eindhoven  | €34 000 000  |
| Matteo Darmian         | 25      | hátvéd      | Torino         | €18 000 000  |
| Bastian Schweinsteiger | 30      | középpályás | Bayern München | €9 000 000   |
| Sergio Romero          | 28      | kapus       | Sampdoria      | €0           |
|                        |         |             |                | €156 000 000 |

Távozók
| Játékos                | Életkor | Pozíció     | Hova                   | Összeg       |
| ---------------------- | ------- | ----------- | ---------------------- | ------------ |
| Ángel Di María         | 27      | támadó      | Paris Saint-Germain    | €63 000 000  |
| Javier Hernández       | 27      | támadó      | Bayer Leverkusen       | €12 000 000  |
| Jonny Evans            | 27      | hátvéd      | West Bromwich Albion   | €8 300 000   |
| Robin van Persie       | 31      | támadó      | Fenerbahçe             | €6 500 000   |
| Nani                   | 28      | támadó      | Fenerbahçe             | €6 000 000   |
| Rafael                 | 25      | hátvéd      | Olympique Lyonnais     | €3 200 000   |
| Ángelo Henríquez       | 21      | támadó      | Dinamo Zagreb          | €1 670 000   |
| Tom Cleverley          | 25      | középpályás | Everton                | €0           |
| Anders Lindegaard      | 31      | kapus       | West Bromwich Albion   | €0           |
| Ben Amos               | 25      | kapus       | Bolton Wanderers       | €0           |
| Vanja Milinković-Savić | 18      | kapus       | Lechia Gdańsk          | €0           |
| Tom Thorpe             | 22      | hátvéd      | Rotherham United       | €0           |
| Adnan Januzaj          | 20      | támadó      | Borussia Dortmund      | Kölcsönben   |
| Víctor Valdés          | 34      | kapus       | Standard Liège         | Kölcsönben   |
| Nick Powell            | 21      | középpályás | Hull City              | Kölcsönben   |
| James Wilson           | 19      | támadó      | Brighton & Hove Albion | Kölcsönben   |
| Tyler Blackett         | 21      | hátvéd      | Celtic                 | Kölcsönben   |
| Will Keane             | 22      | támadó      | Preston North End      | Kölcsönben   |
| Sam Johnstone          | 22      | kapus       | Preston North End      | Kölcsönben   |
|                        |         |             |                        | €100 670 000 |

## 2016–2017-es szezon
Érkezők
| Játékos            | Életkor | Pozíció     | Honnan              | Összeg       |
| ------------------ | ------- | ----------- | ------------------- | ------------ |
| Paul Pogba         | 23      | középpályás | Juventus            | €105 000 000 |
| Henrih Mhitarján   | 27      | középpályás | Borussia Dortmund   | €42 000 000  |
| Eric Bailly        | 22      | hátvéd      | Villarreal          | €38 000 000  |
| Zlatan Ibrahimović | 34      | támadó      | Paris Saint-Germain | €0           |
|                    |         |             |                     | €185 000 000 |

Távozók
| Játékos                | Életkor | Pozíció     | Hova                | Összeg      |
| ---------------------- | ------- | ----------- | ------------------- | ----------- |
| Morgan Schneiderlin    | 27      | középpályás | Everton             | €23 000 000 |
| Memphis Depay          | 22      | támadó      | Olympique Lyonnais  | €16 000 000 |
| Paddy McNair           | 21      | hátvéd      | Sunderland          | €5 250 000  |
| Tyler Blackett         | 22      | hátvéd      | Reading             | €1 800 000  |
| Will Keane             | 23      | támadó      | Hull City           | €1 200 000  |
| Bastian Schweinsteiger | 32      | középpályás | Chicago Fire        | €0          |
| Víctor Valdés          | 34      | kapus       | Middlesbrough       | €0          |
| Nick Powell            | 22      | középpályás | Wigan Athletic      | €0          |
| Adnan Januzaj          | 21      | támadó      | Sunderland          | Kölcsönben  |
| James Wilson           | 20      | támadó      | Derby County        | Kölcsönben  |
| Andreas Pereira        | 20      | középpályás | Granada             | Kölcsönben  |
| Guillermo Varela       | 23      | hátvéd      | Eintracht Frankfurt | Kölcsönben  |
| Sam Johnstone          | 23      | kapus       | Aston Villa         | Kölcsönben  |
|                        |         |             |                     | €47 250 000 |

## 2017–2018-as szezon
Érkezők
| Játékos         | Életkor | Pozíció     | Honnan  | Összeg       |
| --------------- | ------- | ----------- | ------- | ------------ |
| Romelu Lukaku   | 24      | támadó      | Everton | €84 700 000  |
| Nemanja Matić   | 28      | középpályás | Chelsea | €44 700 000  |
| Victor Lindelöf | 22      | hátvéd      | Benfica | €35 000 000  |
| Alexis Sánchez  | 29      | támadó      | Arsenal | €34 000 000  |
|                 |         |             |         | €198 400 000 |

Távozók
| Játékos             | Életkor | Pozíció     | Hova               | Összeg                  |
| ------------------- | ------- | ----------- | ------------------ | ----------------------- |
| Henrih Mhitarján    | 29      | középpályás | Arsenal            | €34 000 000             |
| Adnan Januzaj       | 22      | támadó      | Real Sociedad      | €8 500 000              |
| Andreas Pereira     | 21      | középpályás | Valencia           | €3 000 000 (kölcsönben) |
| Wayne Rooney        | 21      | támadó      | Everton            | €0                      |
| Zlatan Ibrahimović  | 36      | támadó      | Los Angeles Galaxy | €0                      |
| Guillermo Varela    | 24      | hátvéd      | Peñarol            | Ismeretlen              |
| Timothy Fosu-Mensah | 19      | hátvéd      | Crystal Palace     | Kölcsönben              |
| James Wilson        | 22      | támadó      | Sheffield United   | Kölcsönben              |
| Sam Johnstone       | 24      | kapus       | Aston Villa        | Kölcsönben              |
| Axel Tuanzebe       | 20      | hátvéd      | Aston Villa        | Kölcsönben              |
|                     |         |             |                    | €45 500 000             |

## 2018–2019-es szezon
Érkezők
| Játékos     | Életkor | Pozíció     | Honnan        | Összeg      |
| ----------- | ------- | ----------- | ------------- | ----------- |
| Fred        | 25      | középpályás | Sahtar Doneck | €59 000 000 |
| Diogo Dalot | 19      | hátvéd      | Porto         | €22 000 000 |
| Lee Grant   | 35      | kapus       | Stoke City    | €1 700 000  |
|             |         |             |               | €82 700 000 |

Távozók
| Játékos                   | Életkor | Pozíció     | Hova                 | Összeg       |
| ------------------------- | ------- | ----------- | -------------------- | ------------ |
| Daley Blind               | 28      | hátvéd      | Ajax                 | €16 000 000  |
| Sam Johnstone             | 25      | kapus       | West Bromwich Albion | €7 350 000   |
| Marouane Fellaini         | 31      | középpályás | Santung Tajsan       | €7 200 000   |
| Timothy Fosu-Mensah       | 20      | hátvéd      | Fulham               | Kölcsönben   |
| Cameron Borthwick-Jackson | 21      | hátvéd      | Scunthorpe United    | Kölcsönben   |
| James Wilson              | 22      | támadó      | Aberdeen             | Kölcsönben   |
| Joel Pereira              | 22      | kapus       | Kortrijk             | Kölcsönben   |
| Joel Pereira              | 22      | kapus       | Vitória              | Kölcsönben   |
| Axel Tuanzebe             | 20      | hátvéd      | Aston Villa          | Kölcsönben   |
| Michael Carrick           | 36      | középpályás | Visszavonult         | Visszavonult |
|                           |         |             |                      | €30 550 000  |

## 2019–2020-as szezon
Érkezők
| Játékos           | Életkor | Pozíció     | Honnan         | Összeg                   |
| ----------------- | ------- | ----------- | -------------- | ------------------------ |
| Harry Maguire     | 26      | hátvéd      | Leicester City | €87 000 000              |
| Bruno Fernandes   | 25      | középpályás | Sporting       | €65 000 000              |
| Aaron Wan-Bissaka | 21      | hátvéd      | Crystal Palace | €55 000 000              |
| Daniel James      | 21      | támadó      | Swansea City   | €17 800 000              |
| Odion Ighalo      | 30      | támadó      | Sanghaj Senhua | €12 000 000 (kölcsönben) |
|                   |         |             |                | €236 800 000             |

Távozók
| Játékos                   | Életkor | Pozíció     | Hova                | Összeg                  |
| ------------------------- | ------- | ----------- | ------------------- | ----------------------- |
| Romelu Lukaku             | 26      | támadó      | Internazionale      | €74 000 000             |
| Chris Smalling            | 29      | hátvéd      | Roma                | €3 000 000 (kölcsönben) |
| Matteo Darmian            | 29      | hátvéd      | Parma               | €2 480 000              |
| Ashley Young              | 34      | hátvéd      | Internazionale      | €1 700 000              |
| Ander Herrera             | 29      | középpályás | Paris Saint-Germain | €0                      |
| Antonio Valencia          | 33      | hátvéd      | Quito               | €0                      |
| James Wilson              | 23      | támadó      | Aberdeen            | €0                      |
| Alexis Sánchez            | 30      | támadó      | Internazionale      | Kölcsönben              |
| Marcos Rojo               | 29      | hátvéd      | Estudiantes         | Kölcsönben              |
| Cameron Borthwick-Jackson | 22      | hátvéd      | Tranmere Rovers     | Kölcsönben              |
| Cameron Borthwick-Jackson | 22      | hátvéd      | Oldham Athletic     | Kölcsönben              |
| Joel Pereira              | 23      | kapus       | Heart of Midlothian | Kölcsönben              |
|                           |         |             |                     | €81 180 000             |

## 2020–2021-es szezon
Érkezők
| Játékos           | Életkor | Pozíció     | Honnan              | Összeg      |
| ----------------- | ------- | ----------- | ------------------- | ----------- |
| Donny van de Beek | 23      | középpályás | Ajax                | €39 000 000 |
| Amad Diallo       | 18      | támadó      | Atalanta            | €21 300 000 |
| Alex Telles       | 27      | hátvéd      | Porto               | €15 000 000 |
| Facundo Pellistri | 18      | támadó      | Peñarol             | €8 500 000  |
| Edinson Cavani    | 33      | támadó      | Paris Saint-Germain | €0          |
|                   |         |             |                     | €83 800 000 |

Távozók
| Játékos                   | Életkor | Pozíció     | Hova              | Összeg                  |
| ------------------------- | ------- | ----------- | ----------------- | ----------------------- |
| Chris Smalling            | 30      | hátvéd      | Roma              | €15 000 000             |
| Jesse Lingard             | 28      | középpályás | West Ham United   | €2 300 000 (kölcsönben) |
| Timothy Fosu-Mensah       | 23      | hátvéd      | Bayer Leverkusen  | €1 700 000              |
| Diogo Dalot               | 21      | hátvéd      | Milan             | €500 000 (kölcsönben)   |
| Alexis Sánchez            | 31      | támadó      | Internazionale    | €0                      |
| Marcos Rojo               | 30      | hátvéd      | Boca Juniors      | €0                      |
| Angel Gomes               | 19      | középpályás | Lille             | €0                      |
| Cameron Borthwick-Jackson | 23      | hátvéd      | Oldham Athletic   | €0                      |
| Andreas Pereira           | 24      | középpályás | Lazio             | Kölcsönben              |
| Facundo Pellistri         | 19      | támadó      | Deportivo Alavés  | Kölcsönben              |
| Tahith Chong              | 20      | középpályás | Werder Bremen     | Kölcsönben              |
| Tahith Chong              | 21      | középpályás | Club Brugge       | Kölcsönben              |
| James Garner              | 19      | középpályás | Watford           | Kölcsönben              |
| James Garner              | 19      | középpályás | Nottingham Forest | Kölcsönben              |
| Teden Mengi               | 18      | hátvéd      | Derby County      | Kölcsönben              |
| Joel Pereira              | 24      | kapus       | Huddersfield Town | Kölcsönben              |
|                           |         |             |                   | €19 500 000             |

## 2021–2022-es szezon
Érkezők
| Játékos           | Életkor | Pozíció | Honnan            | Összeg       |
| ----------------- | ------- | ------- | ----------------- | ------------ |
| Jadon Sancho      | 21      | támadó  | Borussia Dortmund | €85 000 000  |
| Raphaël Varane    | 28      | hátvéd  | Real Madrid       | €40 000 000  |
| Cristiano Ronaldo | 36      | támadó  | Juventus          | €17 000 000  |
| Tom Heaton        | 35      | kapus   | Aston Villa       | €0           |
|                   |         |         |                   | €142 000 000 |

Távozók
| Játékos           | Életkor | Pozíció     | Hova              | Összeg                  |
| ----------------- | ------- | ----------- | ----------------- | ----------------------- |
| Daniel James      | 23      | támadó      | Leeds United      | €29 100 000             |
| Andreas Pereira   | 25      | középpályás | Flamengo          | €1 000 000 (kölcsönben) |
| Axel Tuanzebe     | 24      | hátvéd      | Napoli            | €1 000 000 (kölcsönben) |
| Joel Pereira      | 25      | kapus       | Waalwijk          | €0                      |
| Anthony Martial   | 26      | támadó      | Sevilla           | Kölcsönben              |
| Donny van de Beek | 24      | középpályás | Everton           | Kölcsönben              |
| Amad Diallo       | 19      | támadó      | Rangers           | Kölcsönben              |
| Brandon Williams  | 20      | hátvéd      | Norwich City      | Kölcsönben              |
| Axel Tuanzebe     | 23      | hátvéd      | Aston Villa       | Kölcsönben              |
| Facundo Pellistri | 19      | támadó      | Deportivo Alavés  | Kölcsönben              |
| Tahith Chong      | 21      | támadó      | Birmingham City   | Kölcsönben              |
| James Garner      | 20      | középpályás | Nottingham Forest | Kölcsönben              |
| Teden Mengi       | 19      | hátvéd      | Birmingham City   | Kölcsönben              |
| Sergio Romero     | 34      | kapus       | Nincs klubja      | Nincs klubja            |
|                   |         |             |                   | €31 100 000             |

## 2022–2023-as szezon
Érkezők
| Játékos           | Életkor | Pozíció     | Honnan           | Összeg                  |
| ----------------- | ------- | ----------- | ---------------- | ----------------------- |
| Antony            | 22      | támadó      | Ajax             | €95 000 000             |
| Casemiro          | 30      | középpályás | Real Madrid      | €70 650 000             |
| Lisandro Martínez | 24      | hátvéd      | Ajax             | €57 370 000             |
| Tyrell Malacia    | 22      | hátvéd      | Feyenoord        | €1 500 000              |
| Wout Weghorst     | 30      | támadó      | Burnley          | €2 960 000 (kölcsönben) |
| Martin Dúbravka   | 33      | kapus       | Newcastle United | €2 300 000 (kölcsönben) |
| Christian Eriksen | 30      | középpályás | Brentford        | €0                      |
| Marcel Sabitzer   | 28      | középpályás | Bayern München   | Kölcsönben              |
| Jack Butland      | 29      | kapus       | Crystal Palace   | Kölcsönben              |
|                   |         |             |                  | €243 280 000            |

Távozók
| Játékos           | Életkor | Pozíció     | Hova                | Összeg                  |
| ----------------- | ------- | ----------- | ------------------- | ----------------------- |
| James Garner      | 21      | középpályás | Everton             | €10 400 000             |
| Andreas Pereira   | 26      | középpályás | Fulham              | €9 500 000              |
| Eric Bailly       | 28      | hátvéd      | Olympique Marseille | €2 000 000 (kölcsönben) |
| Tahith Chong      | 22      | kapus       | Birmingham City     | €1 750 000              |
| Paul Pogba        | 29      | középpályás | Juventus            | €0                      |
| Jesse Lingard     | 29      | középpályás | Nottingham Forest   | €0                      |
| Nemanja Matić     | 33      | középpályás | Roma                | €0                      |
| Edinson Cavani    | 35      | támadó      | Valencia            | €0                      |
| Juan Mata         | 34      | középpályás | Galatasaray         | €0                      |
| Cristiano Ronaldo | 37      | támadó      | en-Naszr            | €0                      |
| Alex Telles       | 29      | hátvéd      | Sevilla             | Kölcsönben              |
| Dean Henderson    | 25      | kapus       | Nottingham Forest   | Kölcsönben              |
| Amad Diallo       | 20      | támadó      | Sunderland          | Kölcsönben              |
| Axel Tuanzebe     | 25      | hátvéd      | Stoke City          | Kölcsönben              |
| Hannibal          | 19      | hátvéd      | Birmingham City     | Kölcsönben              |
| Shola Shoretire   | 18      | támadó      | Bolton Wanderers    | Kölcsönben              |
| Álvaro Carreras   | 19      | hátvéd      | Preston North End   | Kölcsönben              |
| Matěj Kovář       | 22      | kapus       | Sparta Praha        | Kölcsönben              |
| Lee Grant         | 39      | kapus       | Visszavonult        | Visszavonult            |
|                   |         |             |                     | €23 650 000             |

## 2023–2024-es szezon
Érkezők
| Játékos         | Életkor  | Pozíció     | Honnan            | Összeg                             |
| --------------- | -------- | ----------- | ----------------- | ---------------------------------- |
| Rasmus Højlund  | 20       | csatár      | Atalanta          | €75 000 000                        |
| Mason Mount     | 24       | középpályás | Chelsea           | €64 200 000                        |
| André Onana     | 27       | kapus       | Internazionale    | €52 500 000                        |
| Szofjan Amrabat | 27       | középpályás | Fiorentina        | €10 000 000 (kölcsönben, opcióval) |
| Altay Bayındır  | 25       | kapus       | Fenerbahçe        | €5 000 000                         |
| Jonny Evans     | 35       | hátvéd      | Leicester City    | €0                                 |
| Sergio Reguilón | 26       | hátvéd      | Tottenham Hotspur | Kölcsönben                         |
| Összesen        | Összesen | Összesen    | Összesen          | €206 700 000                       |

Távozók
| Játékos           | Életkor  | Pozíció     | Hova                | Összeg       |
| ----------------- | -------- | ----------- | ------------------- | ------------ |
| Dean Henderson    | 26       | kapus       | Crystal Palace      | €17 500 000  |
| Anthony Elanga    | 21       | csatár      | Nottingham Forest   | €17 500 000  |
| Fred              | 30       | középpályás | Fenerbahçe          | €9 740 000   |
| Matěj Kovář       | 23       | kapus       | Bayer Leverkusen    | €5 000 000   |
| Alex Telles       | 30       | hátvéd      | en-Naszr            | €4 600 000   |
| Zidane Ikbál      | 20       | középpályás | Utrecht             | €1 000 000   |
| Eric Bailly       | 29       | hátvéd      | Beşiktaş            | €0           |
| Axel Tuanzebe     | 25       | hátvéd      | Ipswich Town        | €0           |
| Teden Mengi       | 21       | hátvéd      | Luton Town          | €?           |
| Brandon Williams  | 22       | hátvéd      | Ipswich Town        | Kölcsönben   |
| Mason Greenwood   | 21       | csatár      | Getafe              | Kölcsönben   |
| Álvaro Carreras   | 20       | hátvéd      | Granada             | Kölcsönben   |
| Álvaro Carreras   | 20       | hátvéd      | Benfica             | Kölcsönben   |
| Donny van de Beek | 26       | középpályás | Eintracht Frankfurt | Kölcsönben   |
| Jadon Sancho      | 23       | támadó      | Borussia Dortmund   | Kölcsönben   |
| Hannibal Medzsbrí | 20       | középpályás | Sevilla             | Kölcsönben   |
| Dan Gore          | 19       | középpályás | Port Vale           | Kölcsönben   |
| Facundo Pellistri | 22       | támadó      | Granada             | Kölcsönben   |
| David de Gea      | 32       | kapus       | Nincs klubja        | Nincs klubja |
| Phil Jones        | 31       | hátvéd      | Visszavonult        | Visszavonult |
| Összesen          | Összesen | Összesen    | Összesen            | €55 340 000  |

## 2024–2025-ös szezon
Érkezők
| Játékos          | Életkor  | Pozíció     | Honnan              | Összeg       |
| ---------------- | -------- | ----------- | ------------------- | ------------ |
| Leny Yoro        | 18       | hátvéd      | Lille               | €62 000 000  |
| Manuel Ugarte    | 23       | középpályás | Paris Saint-Germain | €50 000 000  |
| Matthijs de Ligt | 24       | hátvéd      | Bayern München      | €45 000 000  |
| Joshua Zirkzee   | 23       | csatár      | Bologna             | €42 500 000  |
| Patrick Dorgu    | 20       | hátvéd      | Lecce               | €30 000 000  |
| Núszír Mázráví   | 26       | csatár      | Bayern München      | €15 000 000  |
| Összesen         | Összesen | Összesen    | Összesen            | €244 500 000 |

Távozók
| Játékos           | Életkor  | Pozíció     | Hova                | Összeg       |              |
| ----------------- | -------- | ----------- | ------------------- | ------------ | ------------ |
| Scott McTominay   | 27       | középpályás | Napoli              | €30 500 000  |              |
| Mason Greenwood   | 22       | csatár      | Olympique Marseille | €26 000 000  |              |
| Aaron Wan-Bissaka | 26       | hátvéd      | West Ham United     | €17 600 000  |              |
| Willy Kambwala    | 19       | hátvéd      | Villarreal          | €10 000 000  |              |
| Hannibal          | 21       | középpályás | Burnley             | €6 400 000   |              |
| Álvaro Carreras   | 21       | hátvéd      | Benfica             | €6 000 000   |              |
| Facundo Pellistri | 22       | csatár      | Panathinaikósz      | €6 000 000   |              |
| Will Fish         | 21       | hátvéd      | Cardiff City        | €1 200 000   |              |
| Donny van de Beek | 27       | középpályás | Girona              | €500 000     |              |
| Omari Forson      | 19       | támadó      | AC Monza            | €0           |              |
| Charlie McNeill   | 20       | csatár      | Sheffield Wednesday | €0           |              |
| Raphaël Varane    | 31       | hátvéd      | Como                | €0           |              |
| Shola Shoretire   | 20       | csatár      | PAÓK                | €0           |              |
| Maxi Oyedele      | 19       | középpályás | Legia Warszawa      | €?           |              |
| Jadon Sancho      | 24       | csatár      | Chelsea             | Kölcsönben   |              |
| Marcus Rashford   | 27       | csatár      | Aston Villa         | Kölcsönben   |              |
| Antony            | 24       | csatár      | Real Betis          | Kölcsönben   |              |
| Tyrell Malacia    | 25       | hátvéd      | PSV                 | Kölcsönben   |              |
| Ethan Wheatley    | 19       | csatár      | Walsall             | Kölcsönben   |              |
| Dan Gore          | 20       | középpályás | Rotherham United    | Kölcsönben   |              |
| Anthony Martial   | 28       | csatár      | Nincs klubja        | Nincs klubja |              |
| Tom Huddlestone   | 37       | középpályás | Nincs klubja        | Nincs klubja |              |
| Brandon Williams  | 23       | hátvéd      | Nincs klubja        | Nincs klubja |              |
| Összesen          | Összesen | Összesen    | Összesen            | €103 000 000 | €103 000 000 |

## 2025–2026-os szezon
Érkezők
| Játékos             | Életkor  | Pozíció  | Honnan                  | Összeg       |
| ------------------- | -------- | -------- | ----------------------- | ------------ |
| Benjamin Šeško      | 22       | csatár   | RB Leipzig              | €76 500 000  |
| Bryan Mbeumo        | 25       | csatár   | Brentford               | €75 000 000  |
| Matheus Cunha       | 26       | csatár   | Wolverhampton Wanderers | €74 200 000  |
| Diego León          | 18       | hátvéd   | Cerro Porteño           | €4 000 000   |
| Harley Emsden-James | 16       | hátvéd   | Southampton             | €1 160 000   |
| Enzo Kana-Biyik     | 18       | csatár   | Le Havre                | €0           |
| Összesen            | Összesen | Összesen | Összesen                | €229 700 000 |

Távozók
| Játékos           | Életkor  | Pozíció     | Hova             | Összeg       |    |
| ----------------- | -------- | ----------- | ---------------- | ------------ | -- |
| Marcus Rashford   | 27       | csatár      | Barcelona        | Kölcsönben   |    |
| Enzo Kana-Biyik   | 18       | csatár      | Lausanne-Sport   | Kölcsönben   |    |
| Dan Gore          | 20       | csatár      | Rotherham United | Kölcsönben   |    |
| Victor Lindelöf   | 30       | hátvéd      | Nincs klubja     | Nincs klubja |    |
| Christian Eriksen | 33       | középpályás | Nincs klubja     | Nincs klubja |    |
| Jonny Evans       | 37       | hátvéd      | Visszavonult     | Visszavonult |    |
| Összesen          | Összesen | Összesen    | Összesen         | €0           | €0 |